# Nikola Stančev
Nikola Stančev Nikolov (11. září 1930 – 12. července 2009 Tvardica, Obština Burgas) byl bulharský zápasník, olympijský vítěz z roku 1956.

## Sportovní kariéra
Zápasení se věnoval od útlého dětství v rodné obci Tvardica nedaleko Burgase. Později se připravoval v klubu DSO Urožaj v Burgasu pod vedením Koljo Marinova. Počátkem padesátých let dvacátého století se dostal do tréninkové skupiny vedené Rajko Petrovem v olympijském zápasu volném stylu.
V roce 1956 startoval na olympijských hrách v Melbourne ve váze do 79 kg. V úvodním kole porazil po verdiktu 3-0 favorizovaného gruzínského Sověta Giorgi Schirtladzeho. V následujícím kole však prohrál před časovým limitem na lopatky s Japoncem Kazuo Kacuramotoem. Aby se udržel v soutěži a postoupil mezi tři nejlepší potřeboval vyhrát další zápasy na lopatky. Tento cíl splnil, nejprve porazil na lopatky do té doby neporaženého Němce Hanse Sterra a následně i Švéda Bengta Lindblada. Ve finále porazil na lopatky Američana Dannyho Hodge a získal nečekanou zlatou olympijskou, která byla zároveň první zlatou medaili pro Bulharsko z olympijských her. Na tento úspěch již v dalších letech nenavázal. Po skončení sportovní kariéry se věnoval trenérské práci. Po pádu Živkovova režimu žil v rodné Tvardici ze skromné penze. Přivydělával si jako zelinář na trzích v Burgasu. Zemřel v roce 2009.

## Výsledky

### Volný styl
| Turnaj            | 1956 | 1957 |     |     |
| Turnaj            | 26   | 27   |     |     |
| Turnaj            | -79  | -79  | -79 | -79 |
| ----------------- | ---- | ---- | --- | --- |
| Olympijské hry    | 1.   |      |     |     |
| Mistrovství světa |      | 4.   |     |     |